# Carl Akeley
Carl Ethan Akeley (Clarendon, 19 de mayo de 1864-Volcán Mikeno, 18 de noviembre de 1926) fue un taxidermista, escultor, biólogo, conservacionista, inventor y fotógrafo estadounidense conocido por sus contribuciones a varios museos de Estados Unidos, sobre todo el Museo Field de Historia Natural de Chicago y el Museo Americano de Historia Natural de Nueva York, siendo el fundador del AMNH Exposiciones Lab, departamento interdisciplinario que fusiona la investigación científica con el diseño. Está considerado el padre de la taxidermia moderna.

## Carrera

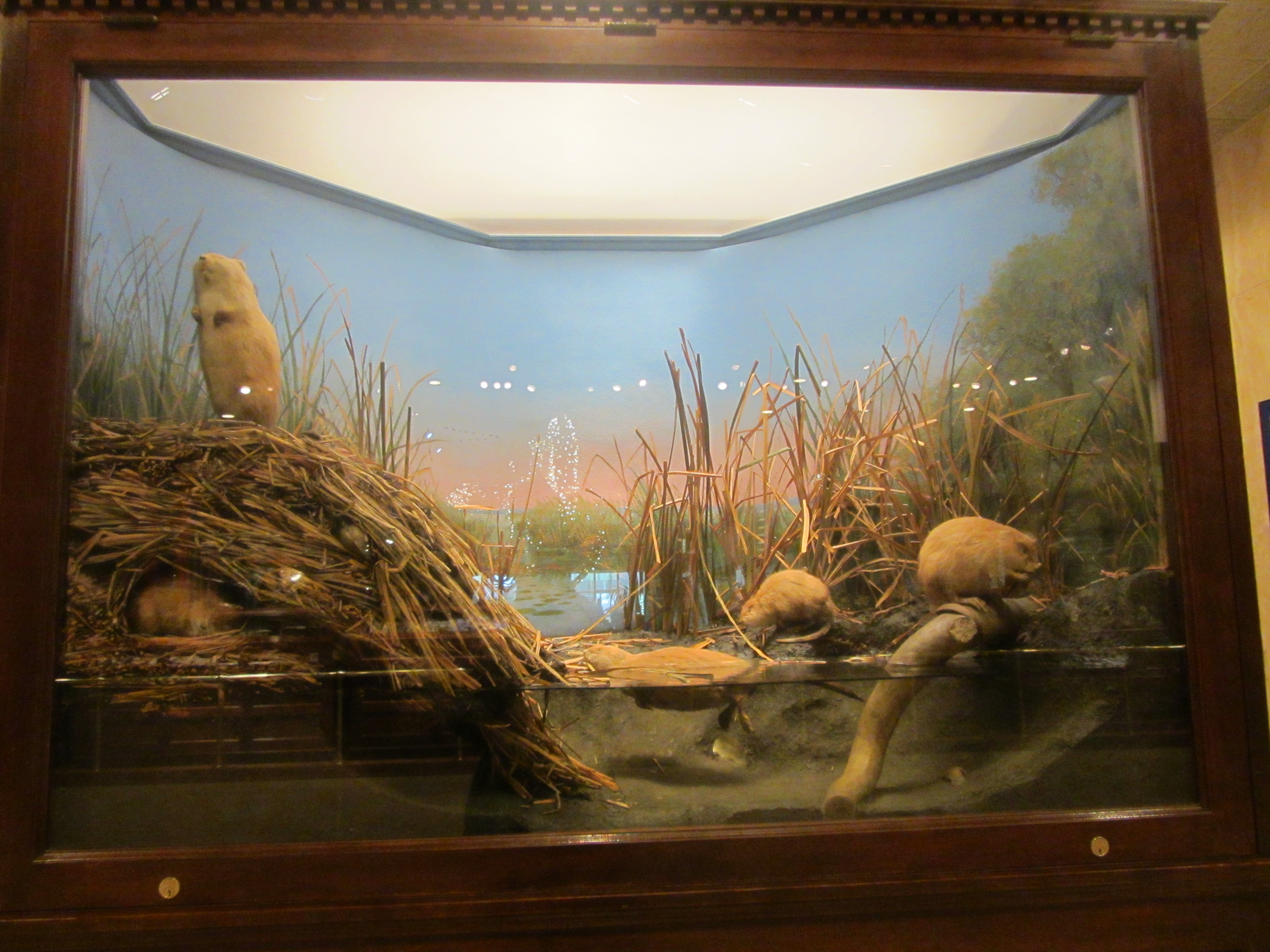
"Grupo de ratas almizcleras", una de las primeras obras de Akeley en el Museo Público de Milwaukee.

Akeley nació en Clarendon, Nueva York, creció en una granja y asistió a la escuela tres años. Aprendió taxidermia de David Bruce en Brockport, Nueva York, ingresó como aprendiz de taxidermista en Ward’s Natural Science fundada por Henry Augustus Ward en Rochester, Nueva York, donde ayudó a montar el elefante Jumbo de P. T. Barnum, muerto en un accidente de ferrocarril.
En 1886 Akeley se traslada al Museo Público de Milwaukee, en Milwaukee, Wisconsin, donde se mantuvo por 6 años refinando técnicas de modelado usadas en taxidermia. En el Museo Público de Milwaukee sus primeras obras consistieron en animales encontrados en las praderas y bosques de Wisconsin. Una de ellas fue un diorama de un grupo de ratas almizcleras, el cual varias veces es referido como el primer diorama de museo; sin embargo, este tipo de dioramas grupales describiendo hábitats, ya habían sido bastante populares en la Inglaterra victoriana desde principios del siglo XIX. Durante este tiempo, también creó las exhibiciones históricas de un reno y un orangután. Akeley dejó el Museo Público de Milwaukee en 1892 y estableció un estudio privado desde el cual continuó realizando trabajos como los tres mustangs para el Instituto Smithsoniano exhibidos en la Exposición Mundial Colombina.